# Ildo Barsanti
Ildo Barsanti (Borgo a Mozzano, 6 settembre 1912 – Barga, 8 ottobre 2005) è stato un politico italiano.

## Biografia
Nato a Borgo a Mozzano nel 1912, ha conseguito la laurea in ingegneria e ha esercitato la professione di ingegnere a Barga.
Ha militato nella Democrazia Cristiana, partito del quale è stato parte dell'esecutivo provinciale di Lucca dal 1949 al 1955.
Dal 1951 al 1960 è stato assessore provinciale ai lavori pubblici e poi presidente della Provincia di Lucca dal 1960 al 1970. Ha fatto parte del consiglio direttivo dell'Unione province d'Italia (UPI) dal 1962 al 1970 e dell'Unione regionale province toscane (URPT) dal 1961 al 1970. Tra le altre cariche ricoperte in questo periodo si ricordano: presidente dell'ONMI, presidente della Croce Rossa provinciale (1961-1970), presidente del Consorzio antitubercolare di Lucca (1961-1970).
Alle prime elezioni regionali del 1970 è stato eletto al Consiglio regionale della Toscana con 14 050 voti nella circoscrizione di Lucca, ricoprendo la carica di vicepresidente della commissione Istruzione, cultura e sicurezza sociale; rimase in carica fino al 1975.
Muore all'età di 93 anni nell'ottobre 2005.